# Údolní nádrž Orlík
Údolní nádrž Orlík är en reservoar i Tjeckien. Den ligger i den centrala delen av landet, 70 km söder om huvudstaden Prag. Údolní nádrž Orlík ligger 424 meter över havet.  I omgivningarna runt Údolní nádrž Orlík växer i huvudsak blandskog.